# WVUV (AM)
WVUV（648 AM）是位于美属萨摩亚的一个已停播的广播电台，在1942年开播，主要播放成人当代音乐节目。发射地位于利昂，属于南海广播公司，但是由于广播执照已经于2011年到期，故停播。

## 概况
WVUV除了覆盖美属萨摩亚之外，电台广播范围还可覆盖至萨摩亚、纽埃、汤加、斐济、图瓦卢、瑙鲁、基里巴斯和关岛北部。在2005年1月，此电台被联邦通信委员会暂停播出，直到2006年5月5日电台复播。不过由于发射天线损坏，致使电台在2006年至2008年保持“沉默”。在停播前，电台一度想要将频率由648kHz改至720kHz，并将发射功率减少2kW。但是由于最终不能进行执照续期，最终停播。